# Sfera TV
Sfera TV – lokalna stacja telewizyjna działająca w Rudzie Śląskiej.

## Informacje ogólne
Jej siedziba mieści się w Rudzie Śląskiej Nowym Bytomiu przy ulicy Niedurnego 69. Sfera TV to informacje z regionu, transmisje „na żywo” oraz interwencje w sprawach mieszkańców. Co roku telewizja przyznaje nagrody „Obiektywy sfery”. Telewizję można oglądać w Rudzie Śląskiej, Bytomiu, Zabrzu i Radzionkowie oraz w Internecie.

## Obiektywy Sfery
Obiektywy Sfery to nagroda przyznawana przez telewizję w 4 dziedzinach: Wydarzenie w obiektywie, Przyjaciel Sfery, Sponsor Sfery i Honorowy Obiektyw.

### 2004 rok
W 2004 roku Obiektywy Sfery otrzymali:
- Kategoria „Przyjaciel Sfery”: Grzegorz Wojtaszek – kierownik rudzkiej Izby Wytrzeźwień
- Kategoria „Wydarzenie w Obiektywie”: Projekt Filmofil przygotowany przez Stowarzyszenie Młodzi Europy
- Kategoria „Sponsor Sfery”: Piekarnictwo – Cukiernictwo Grażyna i Marek Jakubiec
- Kategoria „Honorwy Obiektyw”: UM Ruda Śląska

### 2005 rok
W 2005 roku Obiektywy Sfery otrzymali:
- Kategoria „Przyjaciel Sfery”: komisarz Marek Tomasik
- Kategoria „Wydarzenie w Obiektywie”: prezes Stowarzyszenia Uniwersytet Trzeciego Wieku Teresa Chudziak za powołanie Uniwersytetu.
- Kategoria „Sponsor Sfery”: Salon Opel Chevrolet Kanclerz
- Kategoria „Honorwy Obiektyw”: Andrzej Stania – prezydent miasta Ruda Śląska

### 2006 rok
W 2006 roku Obiektywy Sfery otrzymali:
- Kategoria „Przyjaciel Sfery”: Andrzej Nowak – rzecznik prasowy Straży Miejskiej w Rudzie Śląskiej
- Kategoria „Wydarzenie w Obiektywie”: Maria Lorens – organizator koncertów Szansa na Sukces – Dzieci dzieciom
- Kategoria „Sponsor Sfery”: firma Alex
- Kategoria „Honorwy Obiektyw”: Henryk Sławik – prezes Huty Pokój

### 2007 rok
W 2007 roku Obiektywy Sfery otrzymali:
- Kategoria „Przyjaciel Sfery”: Jan Wyżgoł
- Kategoria „Wydarzenie w obiektywie”: powstanie Górnośląskiego Związku Metropolitalnego
- Kategoria „Sponsor Sfery”: Adam Studniarek – prezes firmy Pendragon
- Kategoria „Honorowy Obiektyw”: Ewa Michalska

### 2008 rok
W 2008 roku Obiektywy sfery otrzymali:
- Kategoria „Przyjaciel Sfery”: Katarzyna Krzemińska – Kruczek rzecznik prasowy UM Bytom
- Kategoria „Wydarzenie w obiektywie”: otwarcie Inkubatora Innowacji Technologicznych i Usługowych „Architektura i Budownictwo”
- Kategoria „Sponsor Sfery”: Kredyty Chwilówki
- Kategoria „Honorowy Obiektyw”: Małgorzata Mańka-Szulik, prezydent Zabrza

### 2009 rok
W 2009 roku Obiektywy Sfery otrzymali:
- Kategoria „Przyjaciel Sfery”: ks. Krzysztof Szudok probosz Parafii św. Katarzyny Aleksandryjskiej w Chebziu
- Kategoria „Wydarzenie w obiektywie”: „rok 2009 – rok pieszego”
- Kategoria „Sponsor Sfery”: Apteka Rodzinna
- Kategoria „Honorowy Obiektyw”: Gabriel Tobor burmistrz Radzionkowa
- „Specjalne podziękowania”: „Nippi”, „Camaieu”, Dom Przyjęć Okolicznościowych „Senator” oraz Kwiaciarnia „Marta”.

### 2010 rok
W 2010 roku Obiektywy Sfery otrzymali:
- Kategoria „Przyjaciel Sfery”: aspirant sztabowy Adam Jakubiak, rzecznik prasowy KMP w Bytomiu
- Kategoria „Wydarzenie w obiektywie”: Otwarcie Rynku w Rudzie Śląskiej
- Kategoria „Sponsor Sfery”: Rudpol-opa Ruda Śląska
- Kategoria „Honorowy Obiektyw”: Wojewódzki Fundusz Ochrony Środowiska i Gospodarki Wodnej w Katowicach
- „Specjalne podziękowania”: Salon Sukien Ślubnych Laura, Studio Urody Princess oraz telewizja Pro Art z Ostrowa Wielkopolskiego.

Dodatkowo w 2010 roku przyznano nagrodę specjalną „Lokal z klimatem” dla Domu Przyjęć Okolicznościowych „Omega”